# Mickey Mouse: The Computer Game
Mickey Mouse: The Computer Game —  компьютерная игра в жанре экшн, разработанная и выпущенная компанией Gremlin Graphics в 1988 году для компьютеров Amiga, Amstrad CPC, Atari ST, Commodore 64 и ZX Spectrum.

## Сюжет
Микки Маус должен найти и уничтожить четырёх злых ведьм, которые украли палочку Мерлина. После этого Микки должен победить злого короля огров, чтобы освободить Диснейленд от злых чар.

## Критика
Игра получила в основном положительные отзывы.
- ACE: 790/1000 (ST)[3]
- Commodore Computing International: 50% (C64)[4]
- Commodore User: 8/10 (C64)[5]
- Computer & Video Games: 7/10 (C64), 8/10 (ST)[6]
- The Games Machine: 65% (C64), 85% (CPC), 89% (ST), 87% (ZX)[7][8]
- Zzap!64: 85% (Amiga), 72% (C64)[9][10]